# راس المال الفكري

## رأس المال الفكري
ان الاتجاهات المعاصرة في الإدارة الحديثة تتجه نحو معالم موضوع جديد يهتم بالموجودات الفكرية أكثر من الموجودات المادية، لان الضافة والتعظيم في الموجودات المادية يأتي بفعل توافر الموجودات الفكرية. هذا الموضوع الجديد هو رأس المال الفكري INTELLECTUL CAPITAL .

ان التسعينات من القرن العشرين بداية انتشاره حيث كان رأس مال الفكري (المعرفي)الشغل الشاغل لبحوث رجال الأعمال، وحاول رجال الأعمال العثور على طريقة لقياسه وجعله جزءا من الميزانية بالرغم من صعوبة قياس راس المال الفكري.
ويعد RALPH STAYER مدير شركة JOHN SONVILLE للاطعمة أول من أطلق عبارة "رأس المال الفكري "في سنة 1990 وإذ قال STAYER : "انه لوقت قريب كانت المصادر الطبيعية -الأرض والمعادن والاسماك - أهم مصدر للثروة القومية وأهم موجودات الشركات، ومن ثم أصبح راس المال المتمثل بالنقد والموجودات كالمكائن والمصانع هو المهم، والان فقد حل محلها القدرة العقلية لتكون رأس المال الفكري"

ان راس المال الفكري أصبح الآن أهم مصادر لتعظيم الموجودات الأخرى في المنظمات والشركات لانه حفز لزيادة العائدات المادية وتحقيق البقاء.

## مكوناته
ويتكون من مجموعة من المكونات
 
1)راس المال الهيكلي 

(الانظمة - البراءات - قواعد البيانات)

2) راس المال البشري

(التعليم - الخبرة - التدريب -المهارة)

3) رأس المال الاجتماعي 

(العلاقات الداخلية - العلاقات الخارجية)

4) راس المال النفسي

(التفائل - الثقة - الامل - القدرة على المقاومة)

## اهميته
يعرف راس المال الفكري بانه القدرة العقلية والثروة الحقيقية للشركات التي لم يتابعها المحاسبون مثلما يتابعون النقد والموجودات الفكرية وغيرها.

ويعرف بانه المعرفة الخارجة إلى حيز التطبيق والتي يتم استثمارها لصالح المنظمة لان المعرفة تعد بمثابة ميزة تنافسية في عصرنا الحالي.

راس المال البشري للمنظمة يتمثل بنخبة من العاملين يمتلكون مجموعة من القدرات المعرفية والتنظيمية دون غيرهم تمكنهم هذه القدرات من إنتاج الافكار الجديدة أو تطوير افكار قديمة التي تمكن المنظمة من توسيع حصتها السوقية وتععظيم نقاط قوتها وتجعلها في موقع يمكنها من اقتناص الفرصة المناسبة. ولا يرتكز راس المال الفكري في مستوى إداري معين دون غيره ولا يشترط توافر شهادة اكاديمية لمن يتصف به.